# Liodessus uruguensis
Liodessus uruguensis är en skalbaggsart som först beskrevs av Sharp 1882.  Liodessus uruguensis ingår i släktet Liodessus och familjen dykare. Inga underarter finns listade i Catalogue of Life.